# Neolamprologus brevis
Neolamprologus brevis là một loại cá nước ngọt nhiệt đới thuộc chi Neolamprologus trong họ Cá hoàng đế. Loài này được mô tả lần đầu tiên vào năm 1899.

## Phân bố và môi trường sống
N. brevis là loài đặc hữu của hồ Tanganyika, nằm trong lãnh thổ 4 nước: Burundi, Cộng hòa Dân chủ Congo, Tanzania và Zambia. Chúng ưa sống ở những khu vực đáy bùn hoặc cát, trong môi trường nước có độ pH nằm trong khoảng 8,0 - 9,0 và nhiệt độ nằm trong khoảng từ 23 - 25 °C.

## Mô tả
N. brevis là một loài cá nhỏ, với chiều dài ở cá thể đực trưởng thành là 6 cm, trong khi cá mái chỉ dài 4 cm. Tất cả chúng đều có màu nâu nhạt, lưng có màu sẫm hơn bụng, với một đường kẻ màu xanh lam dưới mắt. Ở hai bên của cơ thể có khoảng 8, 9 sọc màu trắng.
N. brevis có tập tính sống trong các vỏ ốc, đặc biệt là của các loài thuộc chi Neothauma. Thường thì cá đực và cá mái sẽ cùng sống chung trong một vỏ ốc, nếu "mái nhà" đó đủ rộng cho cặp đôi này; ngược lại, cá đực sẽ bị đuổi khỏi lãnh thổ của cá mái sau khi thụ tinh xong. Trứng cá nở sau khoảng 24 giờ và cá bột có thể bơi tự do khoảng 6 - 7 ngày sau đó.
Thức ăn chủ yếu của N. brevis là các sinh vật phù du và các vi sinh vật. N. brevis thường được nuôi làm cảnh trong các bể cá.